# Lophuromys aquilus
Lophuromys aquilus — вид гризунів родини мишевих (Muridae). Зустрічається тільки в Демократичній Республіці Конго. Його природними середовищами існування є субтропічні або тропічні болота, субтропічні або тропічні вологі гірські ліси та субтропічні або тропічні високогірні луки. Йому загрожує втрата середовища проживання.